# 830-talet

## Händelser
- 830 - Borobodur färdigställs efter 50 års byggande.
- 830 - Ansgar besöker Birka för första gången.
- 10 april 837 – Halleys komet passerar jorden.
- 838 - Sconestenen placeras på Scone Palace, Skottland.

## Födda
- 830 – Ludvig den yngre, kung av Sachsen, kung av Franken, kung av Thüringen och kung av Bayern.
- 839 – Karl den tjocke, kung av Schwaben, kung av Alemannien, kung av Raetien, kung av Italien, kejsare av Rom, kung av Östfrankiska riket och kung av Västfrankiska riket.

## Avlidna
- 13 december 838 – Pippin av Akvitanien, kung av Akvitanien.
- 839 – Egbert av Wessex, kung av Wessex.